# Besleria rara
Besleria rara är en tvåhjärtbladig växtart som beskrevs av L.E. Skog. Besleria rara ingår i släktet Besleria och familjen Gesneriaceae. Inga underarter finns listade i Catalogue of Life.